# Poua de la Torrassa dels Moros
La Poua de la Torrassa dels Moros, també anomenada Poua de Ca l'Antoja o, en alguns mapes, simplement la Poua, és una poua, o pou de glaç, del terme municipal de Castellcir, al Moianès.
Està situada al nord-oest d'on es troben el torrent de Centelles i la Riera de Castellcir, al nord i a l'altra banda de la Riera de Castellcir del lloc on és la Torrassa dels Moros, al nord dels Camps de la Torrassa i a l'extrem de ponent dels Camps de la Poua.
Per trobar-la, cal entrar en els Camps de la Poua des del Camí del Castell i travessar la part més baixa i propera a la riera d'aquests camps, en direcció a ponent. Al final del camp es veu un turonet dins de l'espessa vegetació i ran d'un torrentet que hi ha en aquell lloc. No és un turó: és la poua, dins d'un espai tancat amb filferro perquè les vaques que pasturen en aquells camps no hi tinguin accés.
La volta del pou, que es conserva sencera, és arran de terra, i el pou s'obra en vertical cap al fons. Sosté la volta un sistema d'arcs en creueria fets amb carreus. D'altres carreus més petits són els que formen, pròpiament, la cúpula, així com les parets del pou. Del cos del pou cap endins arrenquen tres obertures al biaix, que prenen a l'exterior forma de lluerna i estan coronades amb llindes de pedra, una de les quals ha caigut i roman al fons del pou.
Entre els segles XVII i XX, es feia glaç aprofitant les obagues i l'aigua de les rieres, entre elles la de Castellcir, per vendre'l a Castellterçol, Moià i Barcelona. El transport es feia a la nit en carruatges de tir animal.

## Etimologia
Rep aquest nom per la proximitat de la Torrassa dels Moros, així com el de Poua de Ca l'Antoja pel fet de trobar-se relativament a prop, en terres seves, de la masia de Ca l'Antoja.